# Air Memphis
Air Memphis er et flyselskab fra Egypten. Selskabet har hub og hovedkontor på Cairo International Airport i landets hovedstad Kairo. Det blev etableret i august 1995 og startede flyvningerne i marts 1996.
Selskabet fløj i maj 2012 udelukkende charterflyvninger. Flyflåden bestod af tre fly med en gennemsnitsalder på 15.5 år. Heraf var der et McDonnell Douglas MD-83 med plads til 167 passagerer, samt to eksemplarer af Airbus A320-200 med plads til 180 passagerer som de største fly i flåden.